# NGC 1121
NGC 1121 è una galassia lenticolare situata nella costellazione dell'Eridano, a una distanza di circa 113 milioni di anni luce dalla nostra Via Lattea.

## Scoperta
La galassia è stata scoperta il 9 novembre 1884 dall'astronomo statunitense Lewis Swift.

## Descrizione
Dato il valore della sua luminosità superficiale pari a 11,79, NGC 1121 può essere inclusa tra le galassie ad elevata luminosità superficiale.
NGC 1090 e NGC 1121 si trovano nella stessa regione di cielo e, secondo lo studio condotto da Abraham Mahtessian, formano una coppia di galassie.